# Stavnîțea, Letîciv
Stavnîțea (în ucraineană Ставниця) este un sat în așezarea urbană Medjîbij din raionul Letîciv, regiunea Hmelnîțkîi, Ucraina.

## Demografie
Componența lingvistică a localității Stavnîțea
     Ucraineană (97,23%)
     Rusă (2,77%)
Conform recensământului din 2001, majoritatea populației localității Stavnîțea era vorbitoare de ucraineană (97,23%), existând în minoritate și vorbitori de rusă (2,77%).